# Mondo Bizarro
Mondo Bizarro es el título del decimosegundo álbum de estudio de la banda de punk rock Ramones, editado en 1992. El corte principal del álbum fue el tema Poison heart que también apareció en los créditos en la película Cementerio de animales 2 de Stephen King. También se destaca la versión del clásico de The Doors Take It as It Comes.
En este álbum comenzó a ser bajista C.J Ramone reemplazando a Dee Dee Ramone, que decidió abandonar el grupo y dedicarse a una carrera solista ligada al rap, con la cual no tuvo mucho éxito (decide abandonar la banda como bajista pero decide seguir componiendo para la banda y aportó temas importantes como "Poison Heart", "Strength to Endure" y "Main Man").
Es destacable la actuación del nuevo bajista C.J Ramone, ya que este es el vocalista en dos temas del disco, Strength to Endure y Main Man.
Para muchos fanáticos, si bien no es el mejor disco de la banda, es el mejor luego de un largo tiempo, en el cual los Ramones atravesaron por el Pop Punk de Pleasant Dreams, la flojedad compositiva de Subterranean Jungle, el Hardcore punk de Too Tough to Die (con reminiscencias metaleras en Animal Boy y Halfway to Sanity) y el no muy exitoso Brain Drain. Mondo Bizarro, sin embargo, representa la vuelta del grupo a sus bases más Punk, con ritmos simples, repetitivos, con letras y estribillos muy pegadizos; a la vez que el álbum presenta una mayor complejidad que en los primeros discos, como por ejemplo la introducción de un teclado en Take It as It Comes y algunos solos de guitarra. También muestra otras facetas del grupo, como se aprecia en la exitosa canción Poison Heart, un tema más tranquilo pero no por ello menos poderoso, y el tema I Won't Let It Happen, acústico.
Mondo Bizarro además supone un éxito personal para Joey Ramone, que escribe o coescribe 7 de los 13 temas del álbum.

## Descripción de canciones
"Censorshit" fue escrita por Joey Ramone sobre los álbumes de rock y rap que fueron censurados por el PMRC (Parents Music Resource Center), un grupo de esposas de Washington que lograron ponerle etiquetas de advertencia en los registros, lo cual más tarde se convirtió en una norma. Tiene una referencia a Ozzy Osbourne y Frank Zappa. Cita: "Preguntale a Ozzy, Zappa, o a mi. Nosotros les mostraremos lo que es ser libre." La canción está dirigida a Tipper Gore, exsenadora de Tennessee y esposa del vicepresidente Al Gore.
"Take It as It Comes" es un cover, originalmente interpretada por The Doors en 1967. 
"Spider-Man," no forma parte del setlist de la versión original, pero más tarde aparecería como bonus track en la versión en CD, es un cover del soundtrack de la serie animada de Spider-Man. Fue lanzado originalmente como una canción oculta en la versión original de ¡Adiós Amigos! (en ediciones posteriores la canción fue omitida) también existe una versión diferente de esta interpretación la cual se encuentra en el álbum recopilatorio de varios artistas Saturday Morning de 1995.
Aunque Dee Dee Ramone había dejado la banda, aporto las canciones "Poison Heart", "Main Man", y "Strength To Endure", como pago por su rescate de la cárcel debido a su larga adicción a las drogas. Cuando Johnny Ramone fue entrevistado para dar una opinión sobre el álbum en el documental "End of the Century: The Story of the Ramones" dijo "Mondo Bizarro, no me gusta para nada". Esto contradice una declaración que dio en una entrevista de 1992 para un periódico argentino, cita: "Por lo general siempre encuentro dos o tres canciones que odio. Pero en Mondo Bizarro me gustan casi todas las canciones y estoy muy satisfecho con el resultado."."
Dos sencillos del álbum fueron lanzados; "Poison Heart" publicado en junio de 1992, y Strength to Endure en octubre de ese año.
El título original "Mondo Bizarro" fue inspirado en la secuela de la película "Mondo Cane" la cual lleva el mismo nombre del álbum.
El álbum fue certificado oro en Brasil en 1994.

## Lista de canciones
| Side one |                             |                                                       |          |  |
| N.º      | Título                      | Escritor(es)                                          | Duración |  |
| 1.       | «Censorshit»                | Joey Ramone                                           | 3:13     |  |
| 2.       | «The Job That Ate My Brain» | Marky Ramone, Garrett James Uhlenbrock                | 2:17     |  |
| 3.       | «Poison Heart»              | Dee Dee Ramone, Daniel Rey                            | 4:04     |  |
| 4.       | «Anxiety»                   | Marky Ramone, Garrett James Uhlenbrock                | 2:04     |  |
| 5.       | «Strength to Endure»        | Dee Dee Ramone, Daniel Rey                            | 2:59     |  |
| 6.       | «It's Gonna Be Alright»     | Joey Ramone, Andy Shernoff                            | 3:20     |  |
| 7.       | «Take It as It Comes»       | Jim Morrison/John Densmore/Robby Krieger/Ray Manzarek | 2:07     |  |
| 8.       | «Main Man»                  | Dee Dee Ramone, Daniel Rey                            | 3:29     |  |
| 9.       | «Tomorrow She Goes Away»    | Joey Ramone, Daniel Rey                               | 2:41     |  |
| 10.      | «I Won't Let It Happen»     | Joey Ramone, Andy Shernoff                            | 2:22     |  |
| 11.      | «Cabbies on Crack»          | Joey Ramone                                           | 3:01     |  |
| 12.      | «Heidi Is a Headcase»       | Joey Ramone, Daniel Rey                               | 2:57     |  |
| 13.      | «Touring»                   | Joey Ramone                                           | 2:51     |  |

CD Bonus track

| CD Bonus track |              |                                      |          |  |
| N.º            | Título       | Escritor(es)                         | Duración |  |
| 14.            | «Spider-Man» | Freddie Harris, Paul Francis Webster | 1:56     |  |

## Personal

### Ramones
- Joey Ramone – voz principal y coros
- Johnny Ramone – guitarra eléctrica
- C. J. Ramone – voz principal y coros en "Strength to Endure" y "Main Man", bajo
- Marky Ramone – batería y pandereta

### Músicos adicionales
- Vernon Reid – guitarra principal en "Cabbies on Crack"
- Joe McGinty – sintetizadores en "Take It as It Comes"
- Flo & Eddie – coros y palmas en "Poison Heart" y "Touring"

### Personal adicional
- Bryce Goggin – Asistente de ingeniero
- Joe Warda – Asistente de ingeniero
- Gary Kurfirst – Productor ejecutivo
- Greg Calbi – Mastering
- Ed Stasium – Mezcla, producción
- Paul Hamingson – Ingeniero
- Eugene Nastasi – Asistente de ingeniero
- Garris Shipon – Asistente de ingeniero
- George DuBose – Dirección artística, fotografía, diseño

## Posicionamiento

### Álbum
| Año  | Listas            | Posición |
| ---- | ----------------- | -------- |
| 1992 | The Billboard 200 | 190      |

### Sencillo
| Año  | Sencillo       | Listas             | Posición |
| ---- | -------------- | ------------------ | -------- |
| 1992 | "Poison Heart" | Modern Rock Tracks | 6        |